# Karel De Haeck
Karel Lodewijk Gustaaf De Haeck (Hofstade, 13 augustus 1894 - Aalst, 27 december 1969) was een Belgisch senator.

## Levensloop
De Haeck was spoorwegbeambte.
In 1946 werd hij verkozen tot CVP-senator voor het arrondissement Oudenaarde-Aalst en vervulde dit mandaat tot in 1954.